# Lluís Jesús de Borbó
Lluís Jesús de Borbó i de Borbó (Madrid, 17 de gener de 1864 - Alger, 24 de gener de 1889) va ser un noble espanyol, membre de la família reial espanyola, creat duc d'Ansola el 1886, amb el rang de Gran d'Espanya.

## Biografia
Va néixer a Madrid el 17 de gener de 1864, tercer fill de la infanta Maria Cristina de Borbó i de l'infant Sebastià de Borbó, en el si de la família reial espanyola, però sense el rang d'infant. Quan tenia 4 anys, amb l'esclat de la revolució de 1868, ell i la seva família van anar a l'exili, instal·lant-se a Biarritz fins a 1875, quan van tornar amb la restauració del seu cosí, el rei Alfons XII.
A causa de la mort del seu pare a Biarritz uns mesos abans de tornar a Espanya, Lluís Jesús i els seus germans van quedar sota custòdia del rei Alfons, adduint-se com a raó les limitacions intel·lectuals de la seva mare, que va enviar-los a estudiar al Theresianum de Viena, Més tard, va ser alferes d'hússars de Pavia i el 30 de maig de 1886 se li va concedir per Reial Decret el ducat d'Ansola, amb Grandesa d'Espanya. L'endemà es va casar a Madrid amb Ana Germana Bernaldo de Quirós y Muñoz, filla dels marquesos de Campo Sagrado, dama de la reina i de l'Orde de la Reina Maria Lluïsa, a més de ser neta de Maria Cristina de Borbó i del seu segon espòs, Fernando Muñoz.
El matrimoni va instal·lar-se a París, però a causa de la salut delicada de Lluís Jesús es van traslladar ben aviat a Alger per prescripció mèdica. Tanmateix, el duc va morir en aquesta darrera ciutat el 24 de gener de 1889. Va succeir-lo en el títol el seu fill Luis Alfonso de Borbón y Bernaldo de Quirós. Poc dies després de la seva mort va néixer un segon fill, Manfredo, que va ser duc d'Hernani. Les seves restes van ser enterrades a la capella del palau dels comtes de Guendulain, a Toledo.